# هاوارد والنتین
هاوارد والنتین (انگلیسی: Howard Valentine; ۱۴ دسامبر ۱۸۸۱ – ۲۵ ژوئن ۱۹۳۲) دونده اهل ایالات متحده آمریکا بود.